# Oscar Wisting

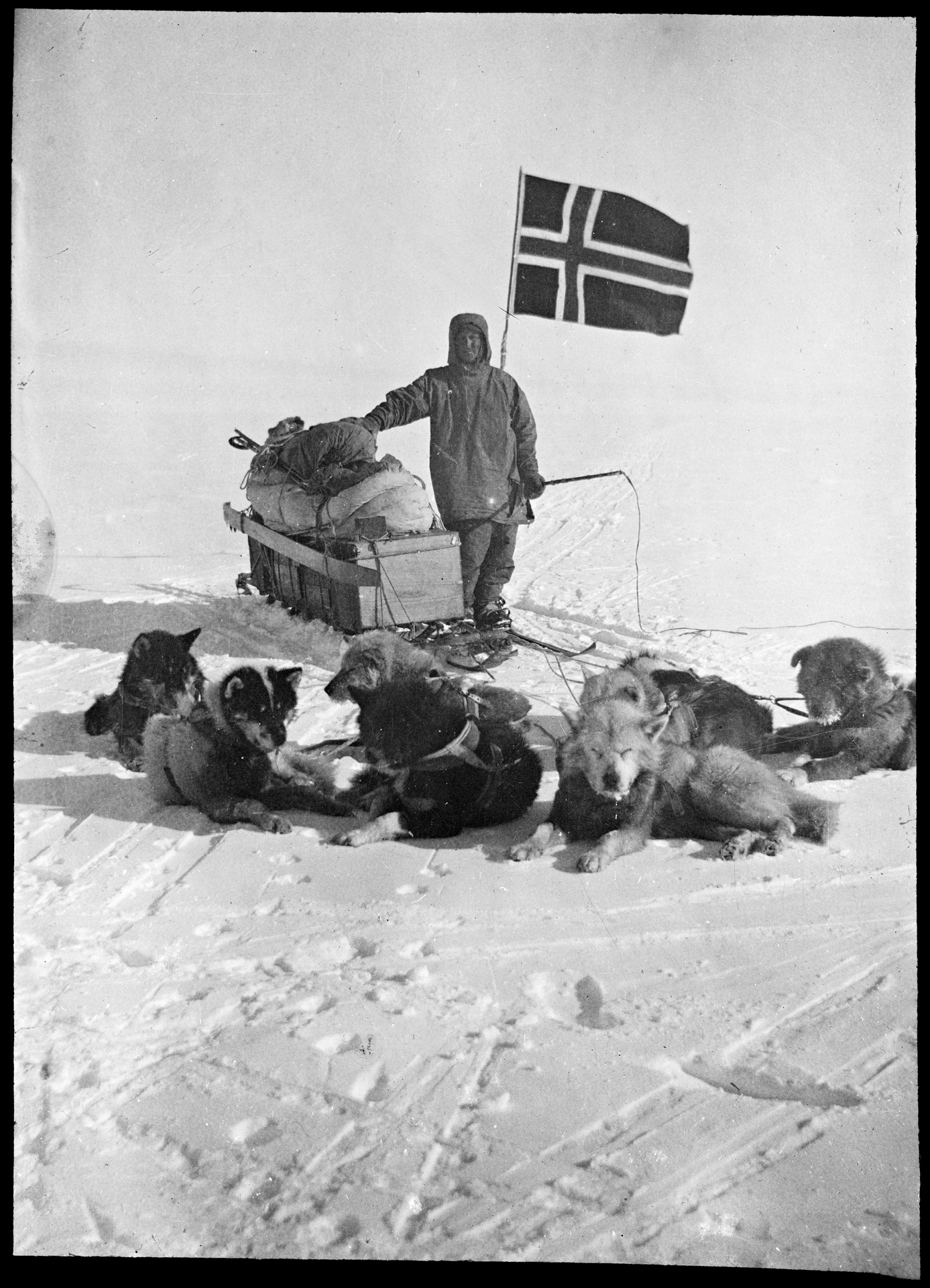
Oscar Wisting podczas ekspedycji z lat 1910–1912.

Pomnik Oscara Wistinga przed Muzeum Morskim w Larviku.

Oscar Wisting (ur. 6 czerwca 1871 w Langestrand, zm. 4 grudnia 1936 w Oslo) – norweski wojskowy i polarnik; uczestnik ekspedycji Roalda Amundsena na biegun południowy z lat 1910–1912, członek pięcioosobowej grupy, która jako pierwsza zdobyła biegun południowy.

## Życiorys

### Młodość
Urodził się 6 czerwca 1871 roku w Langestrand w gminie Larvik, w norweskim regionie Vestfold. Był najstarszym spośród trzynaściorga dzieci woźnicy Ola Martina Olsena Wistinga (1843–1927) i Abigael Helene Andersen (1843–1885). Z powodu trudnej sytuacji finansowej rodziny musiał, jako dziecko, znaleźć zatrudnienie, zaś gdy miał 15 lat po raz pierwszy wyruszył na morze. Siedem lat później wstąpił do norweskiej armii. 11 października 1897 roku poślubił Elise Marie Johansen i wspólnie z nią osiadł w Horten, gdzie swoją główną bazę miała norweska marynarka.

### Ekspedycje polarne
W 1909 roku wspólnie z Martinem Rønne i Kristianem Prestrudem testował proste maszyny latające, które miały umożliwić uzyskanie lepszego punktu obserwacyjnego podczas podróży polarnych. Poznał wówczas Roalda Amundsena, który nieoczekiwanie zaprosił go wespół z Rønnem i Prestrudem do uczestnictwa w ekspedycji na biegun północny. Propozycję tę przyjął i w sierpniu 1910 roku wyruszył z Norwegii na statku „Fram” wraz z liczącą 19 osób załogą. Na krótko przed odpłynięciem z Madery we wrześniu tego samego roku, dowiedział się – podobnie jak większość spośród uczestników wyprawy – że celem podróżników będzie biegun nie północny, lecz południowy. Został wówczas zapytany przez Amundsena, czy nadal zgadza się na uczestnictwo w wyprawie. Odpowiedział twierdząco.
Podczas wyprawy z lat 1910–1912 pełnił różne funkcje, wynikające z jego wszechstronnych umiejętności. Przed wyruszeniem z Norwegii przeszedł bowiem szkolenie medyczne i dentystyczne, zdobył kwalifikacje blacharskie, ukończył kurs gotowania oraz studiował nawigację. W październiku 1911 roku wspólnie z czterema towarzyszami – Amundsenem, Helmerem Hanssenem, Olavem Bjaalandem i Sverre Hasselem – wyruszył w podróż na biegun południowy. Zabrał na nią ze sobą kompas magnetyczny. 14 grudnia dotarł na biegun południowy, zaś 25 stycznia 1912 roku bezpiecznie powrócił do bazy na Lodowcu Szelfowym Rossa. Po powrocie dotarła do niego wiadomość o śmierci trójki spośród jego siedmiu dzieci: córki Ruth oraz bliźniąt, których nigdy nie miał możliwości zobaczyć.
Wraz z resztą załogi „Frama” powrócił do Norwegii przez Hobart na Tasmanii i Buenos Aires. W 1913 roku powrócił jednak do Argentyny wraz z kilkuosobową grupą, mającą przetransportować statek „Fram” do Norwegii. W roku 1918 zaangażował się natomiast w ekspedycję statku „Maud”, która trwała do 1925 roku. W tym czasie tylko raz, podczas pobytu w Seattle, zobaczył się z żoną. Nie miał natomiast kontaktu z czterema dorastającymi synami.
Podczas podróży „Maud” przez Przejście Północno-Wschodnie, Amundsen powierzał Wistingowi coraz bardziej odpowiedzialne zadania. W grudniu 1919 roku, gdy statek utknął w lodzie w pobliżu wyspy Ajon, wyruszył wraz z Helmerem Hanssenem do odległego o ok. 1500 kilometrów Anadyru, gdzie znajdował się telegraf. Podróż tę polarnicy odbyli na psich zaprzęgach. Trwała ona ponad pół roku. Później Wisting towarzyszył zaś Haraldowi Sverdrupowi podczas jego wyprawy na Półwysep Czukocki. W 1921 roku, gdy Amundsen opuścił ekspedycję, Wisting został jej faktycznym kierownikiem. W latach 1921–1922 nadzorował w Seattle naprawę statku „Maud”, a podczas jego ostatniego rejsu w latach 1922–1925 objął stanowisko kapitana. Latem 1923 roku, dokonał wraz z Oddem Dahlem pierwszego w historii przelotu nad Oceanem Arktycznym.
Po powrocie do Norwegii, Wisting przebywał w domu zaledwie przez kilka dni, po czym rozpoczął wraz z Amundsenem, Lincolnem Ellsworthem i Umberto Nobile przygotowania do lotu sterowca „Norge”. Maszyna miała przelecieć nad biegunem północnym. Cel ten został osiągnięty w nocy z 11 na 12 maja, a Amundsen i Wisting zostali pierwszymi ludźmi, którzy widzieli zarówno biegun południowy, jak i północny. Według części badaczy twierdzących, iż Robert Edwin Peary i Frederick Albert Cook nigdy nie dotarli do bieguna północnego, to właśnie załoga statku „Norge”, a więc również i Wisting, jako pierwsza znalazła się na biegunie północnym. Po powrocie do Norwegii Wisting został awansowany na kapitana marynarki.

### Dalsza działalność
W 1928 roku Amundsen zaproponował Wistingowi udział w kolejnej ekspedycji, mającej na celu odnalezienie zaginionego sterowca „Italia”. Na pokładzie łodzi latającej Latham 47 było jednak miejsce tylko dla jednego dodatkowego pasażera. Amundsen zabrał więc ze sobą – poza francuską załogą maszyny – pilota Leifa Dietrichsona. Podczas podróży na północ samolot zaginął. Wisting stanął wówczas na czele ekspedycji poszukiwawczej. Po zakończonych niepowodzeniem poszukiwaniach Amundsena i jego towarzyszy powrócił do Norwegii i przeszedł na emeryturę. Wraz z żoną zamieszkał w rezydencji z dużym ogrodem. Następnie zaangażował się w renowację statku „Fram”. W 1936 roku został jego kapitanem na czas jego ostatniej podróży do Oslo, gdzie statek przekształcono w muzeum. 4 grudnia 1936 roku zmarł podczas pracy na statku, w swojej dawnej kabinie, prawdopodobnie z powodu zawału serca.

## Odznaczenia i upamiętnienie
W 1926 roku, po powrocie z ekspedycji sterowca „Norge”, został odznaczony Orderem Świętego Olafa. Ponadto, został kawalerem francuskiego Orderu Narodowego Legii Honorowej oraz oficerem Orderu Korony Włoch. Za uczestnictwo w ekspedycji na biegun południowy otrzymał natomiast Złoty Medal Bieguna Południowego (norw. nynorsk Sydpolsmedaljen), ustanowiony przez króla Haakona VII z okazji sukcesu wyprawy Amundsena.
Na Antarktydzie znajduje się nazwana na jego cześć Góra Wistinga.